# Johnny McDonagh
Johnny McDonagh is een Ierse traditionele folkmuzikant. Zijn bijnaam is Ringo.
Hij is voornamelijk bekend als bodhrán-speler in verschillende formaties waaronder De Dannan en Arcady waarvan hij de oprichter is. Hij bespeelt de bodhrán al sedert 1967. Diverse personen zijn onder de indruk van zijn stijl van spelen; waarbij het beroeren van de bodhrán met een borstel.

## Discografie
- The ring Sessions - James Kelly & Zan Mcleod
- Devaney's Goat - The Greenfields of Glenbeigh
- John Carty - I will if I can
- Arcady - After the Ball, 1991
- Arcady - Many happy Returns, 1995
- De Dannan - 1975
- De Dannan - The mist covered Mountain, 1980
- De Dannan - Song for Ireland, 1983
- De Dannan - Anthem, 1985
- De Dannan - Ballroom, 1987
- De Dannan - Welcome to the Hotel Connemara, 2000
- Eileen Ivers
- Altan - The red Crow
- Sean Ryan - Take the Air
- Mary Bergin - Feadóga Stáin 1 en 2